# Хайндман, Шеллас
Ше́ллас Ха́йндман (англ. Schellas Hyndman; 4 ноября 1951, Макао) — американский футбольный тренер.

## Биография
Хайндман родился в Макао. Его отец — португалец, а мать — русская. Когда ему было восемь лет, его семья переехала в США, в город Спрингфилд, штат Огайо.
Хайндман добился футбольной стипендии для обучения в Университете Восточного Иллинойса, где играл за университетскую команду «Истерн Иллинойс Пантерс», выигравшую национальный футбольный чемпионат NAIA 1969 года, и получил степень бакалавра физического воспитания в 1973 году.
В течение следующих двух лет обучался в магистратуре Университета штата в Марри, получив степень магистра физического воспитания и отдыха в 1975 году, и тренировал университетскую футбольную команду «Марри Стейт Рейсерс».
Как футболист Хайндман выступал на профессиональном уровне один сезон — за команду «Цинциннати Кометс» Американской футбольной лиги в 1975 году.
После окончания магистратуры переехал в Сан-Паулу, Бразилия, где преподавал в школе «Эскола Градуада» и регулярно тренировался с футбольным клубом «Сан-Паулу».
Вернувшись в Университет Восточного Иллинойса, в 1977 году Хайндман получил степень в области руководства и консультирования. В 1977—1983 годах он был главным тренером «Пантерс». В 1981 году был признан лучшим тренером в NCAA.
В течение 24 лет, с 1984 по 2008 годы, Хайндман тренировал футбольную команду Южного методистского университета «Эс-эм-ю Мустангс».
В 2001 году входил в исполнительный комитет Национальной ассоциации футбольных тренеров США. В 2005 году занимал должность президента этой организации.
17 июня 2008 года Хайндман был назначен главным тренером клуба MLS «Даллас». По итогам сезона 2010, в котором клуб провёл беспроигрышную серию из 19 матчей и пробился в постсезон впервые с 2007 года, он был признан тренером года в MLS. По окончании сезона 2013 Хайндман покинул пост главного тренера «Далласа».
13 января 2015 года возглавил футбольную команду Университета Гранд Каньон «Гранд Каньон Антилоупс». 18 января 2021 года Хайндман объявил о завершении тренерской карьеры по окончании весеннего сезона.
У Шелласа и его жены Ками трое детей: Тони, Джейми и Тамара. Его внук — Эмерсон, стал футболистом.

## Достижения
Индивидуальные
- Тренер года в MLS: 2010

## Статистика
| Команда | Начало работы | Окончание работы | Результаты | Результаты | Результаты | Результаты | Результаты |
| Команда | Начало работы | Окончание работы | И          | В          | Н          | П          | В %        |
| ------- | ------------- | ---------------- | ---------- | ---------- | ---------- | ---------- | ---------- |
| Даллас  | 17 июня 2008  | 26 октября 2013  | 203        | 73         | 61         | 69         | 035,96     |
| Всего   | Всего         | Всего            | 203        | 73         | 61         | 69         | 035,96     |